# Simona Brown
Pour les articles homonymes, voir Brown.
Simona Brown, née à Londres (Royaume-Uni) le 6 avril 1994, est une actrice britannique.

## Biographie
Elle étudie la comédie à la BRIT School de Londres, puis à l'Identity School of Acting.
Après avoir interprété un personnage important dans la série Guilt en 2016, elle obtient des rôles principaux dans les séries télévisées Kiss Me First et The Little Drummer Girl, diffusées en 2018.
Elle joue dans le thriller Mon amie Adèle, diffusé en 2021 sur Netflix,.

## Filmographie

### Cinéma
- 2015 : Man Up : Sophie

### Télévision

#### Séries télévisées
- 2014 : Sorciers vs Aliens : Jasmine "Jazz" James
- 2015 : Une place à prendre : Gaia Bawden
- 2015 : Casualty
- 2016 : Him avec Fionn Whitehead : Faith
- 2016 : Guilt : Roz Walters
- 2016 : Racines : Jinna
- 2016 : The Night Manager : L'Espion aux deux visages : Grace
- 2018 : Outlander : Gayle
- 2018 : Kiss Me First : Tess
- 2018 : The Little Drummer Girl : Rachel
- 2019 : Grantchester : Violet Todd
- 2021 : Mon amie Adèle (Behind Her Eyes) : Louise Barnsley

### Téléfilms
- 2014 : Murdered by My Boyfriend